# Улица Вабаыхумуузеуми
Улица Ва́баыхуму́узеуми, также Ва́баыхуму́узеуми теэ (эст. Vabaõhumuuseumi tee — улица Музея под открытым небом) — улица в Таллине, столице Эстонии.

## География
Проходит в микрорайонах Висмейстри, Какумяэ, Рокка-аль-Маре, Хааберсти и Ыйсмяэ района Хааберсти. Начинается от Палдиского шоссе, идёт почти параллельно береговой черте Коплиского залива, поворачивает на юго-запад и заканчивается на перекрёстке с улицей Какумяэ.
Протяжённость улицы — 5091 м.

## История
Улица Вабаыхумуузеуми получила своё название 13 июня 1958 года. Название дано по расположенному рядом с улицей музею под открытым небом (эст. vabaõhumuuseum).

## Общественный транспорт
По улице курсируют городские автобусы маршрутов № 21, 21А, 21В, 41 и 42В.

## Застройка
Улица имеет редкую застройку; в основном это частные жилые дома, построенные во второй половине 20-го столетия. Большую площадь занимает сосновый лес. Многие дома вдоль улицы с чётной стороны имеют регистрационные адреса улицы Мерираху, дома после поворота к улице Какумяэ с чётной и нечётной стороны улицы Вабаыхумуузеуми в основном имеют регистрационные адреса улиц Умбоя, Вабе и других.

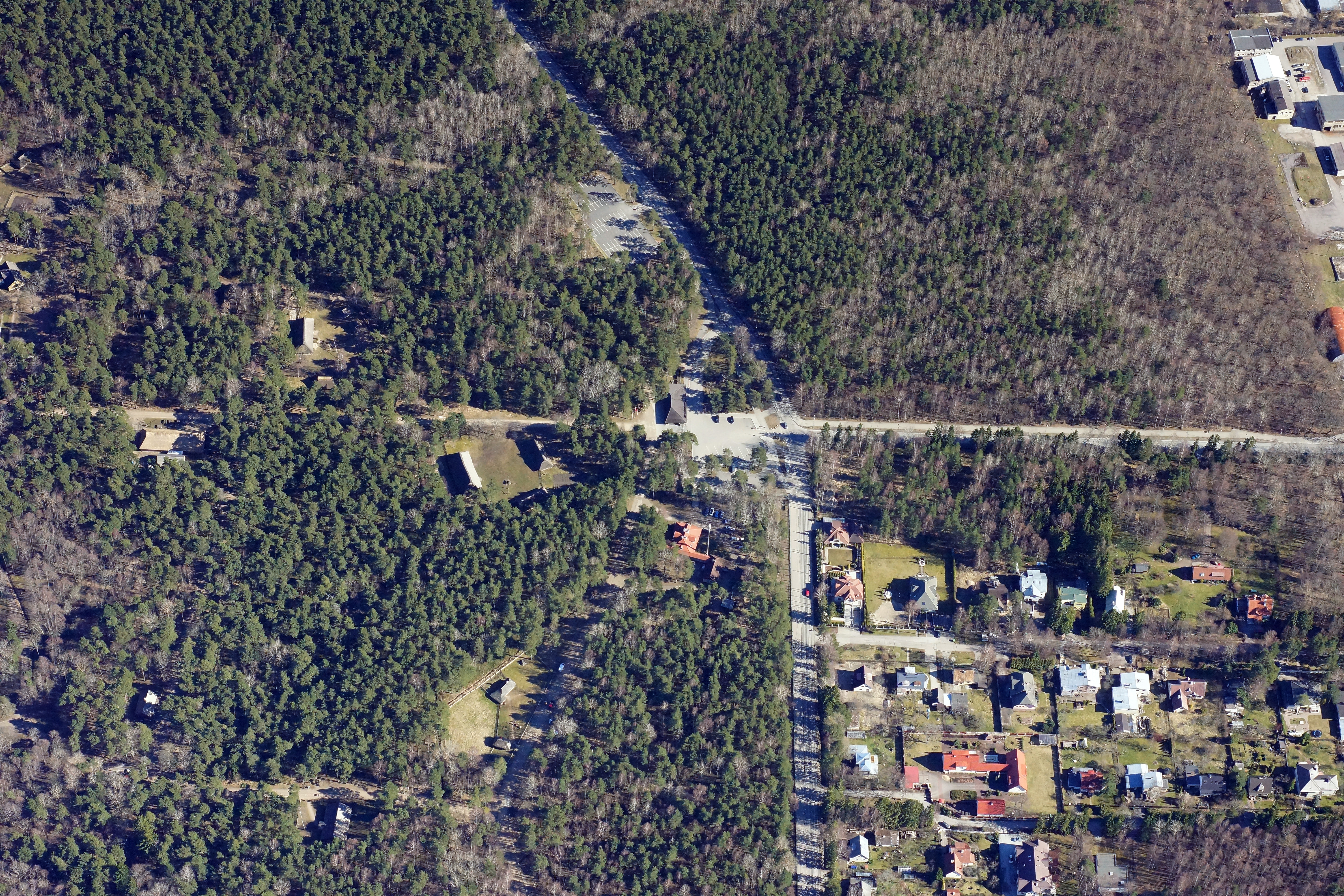
Вид с воздуха на улицу Вабаыхумуузеуми в сторону от конца к началу улицы, слева от дороги — территория музея под открытым небом

Примеры застройки улицы Вабаыхумуузеуми:
- дом 2А — четырёхэтажный жилой дом с торговыми площадями на первом этаже, построен в 2005 году;
- дома 4, 4А, 4В, 4С — пятиэтажные жилые дома 2003―2004 годов постройки;
- дом 10 — двухэтажная деревянная дача в хайматкунст-стиле c мансардой и подвалом. Построена в 1905 году по проекту модного в то время архитектора Отто Шотта (Otto Schott). Памятник архитектуры. Входит в комплекс летней мызы Либерти (эст. Lyberty suvemõisa), до репатриации прибалтийских немцев в 1939 году принадлежавшей семейству Эгона Коха (Egon Koch). В советское время в доме размещался летний пионерский лагерь. Дом украшают расчленённая поверхность крыши и небольшие прямоугольные окна разных размеров. Экстерьер и интерьер дома и, в значительной степени, внутренняя отделка (деревянные панели) сохранились в первозданном виде. При инспектировании 26.08.2021 состояние дома оценено как удовлетворительное[6];
- дом 11 — 2-этажный частный жилой дом, построен в 2003 году;
- дом 29 — 2-этажный частный жилой дом 1962 года постройки;
- дом 38 — 2-этажный частный жилой дом, построен в 2019 году;
- дом 46 — 2-этажный частный жилой дом 1971 года постройки;
- дом 65 — 4-этажный квартирный дом, построен в 2014 году;
- дом 75 — 2-этажный кирпичный жилой дом 1946 года постройки;
- дом 101 — 2-этажный частный жилой дом 1988 года постройки;
- дом 107 — 2-этажный частный жилой дом, построен в 1993 году.

## Учреждения и предприятия
- Vabaõhumuuseumi tn 8 — частная общеобразовательная школа Рокка-аль-Маре[7];
- Vabaõhumuuseumi tn 11 — 3-звёздочный отель «Rocca al Mare Hotell»;
- Vabaõhumuuseumi tn 12 — Эстонский музей под открытым небом.

Улица Вабаыхумуузеуми
Дом 1 (улица — справа, прямо — Палдиское шоссе)
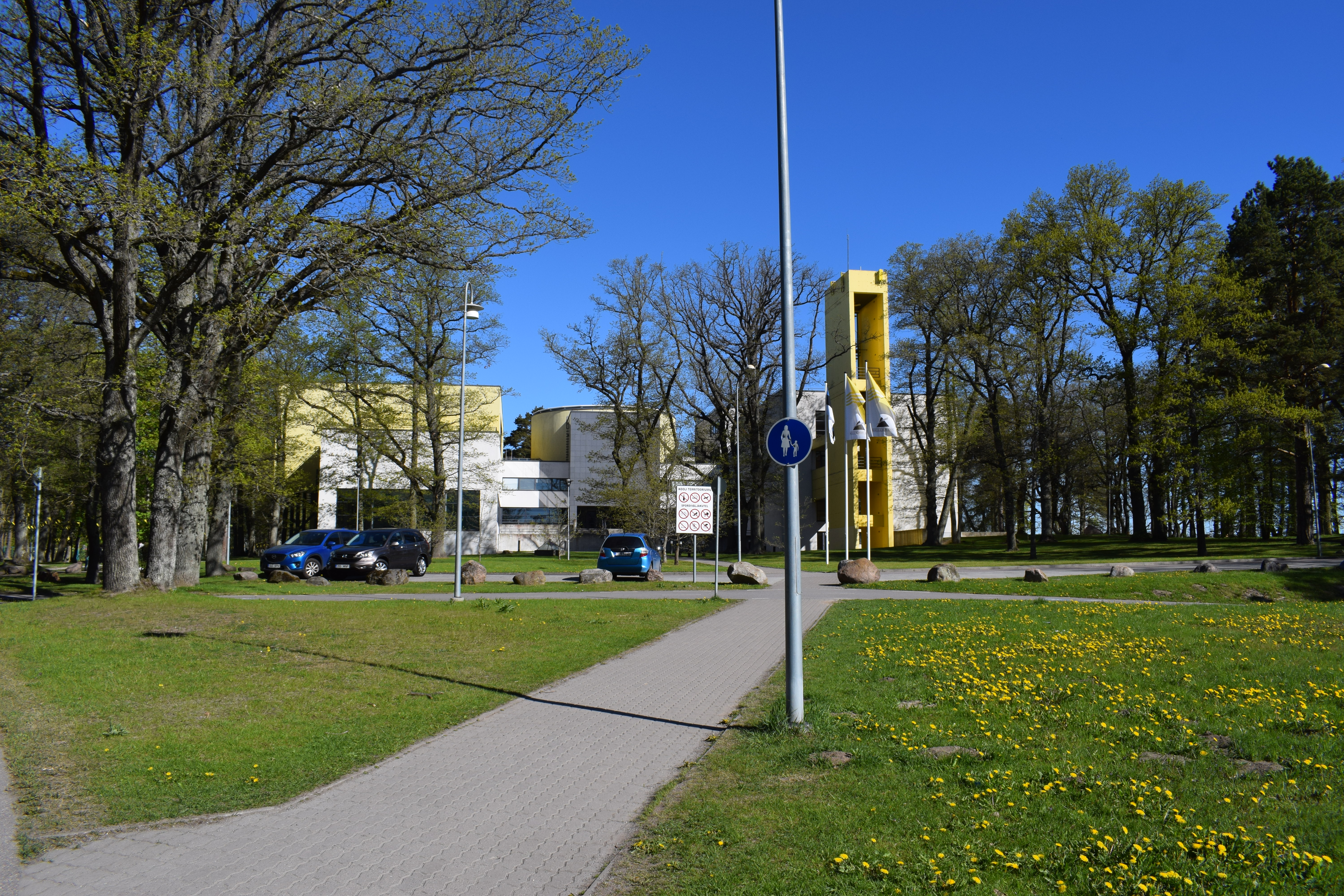
Дом 8, школа Рокка-аль-Маре
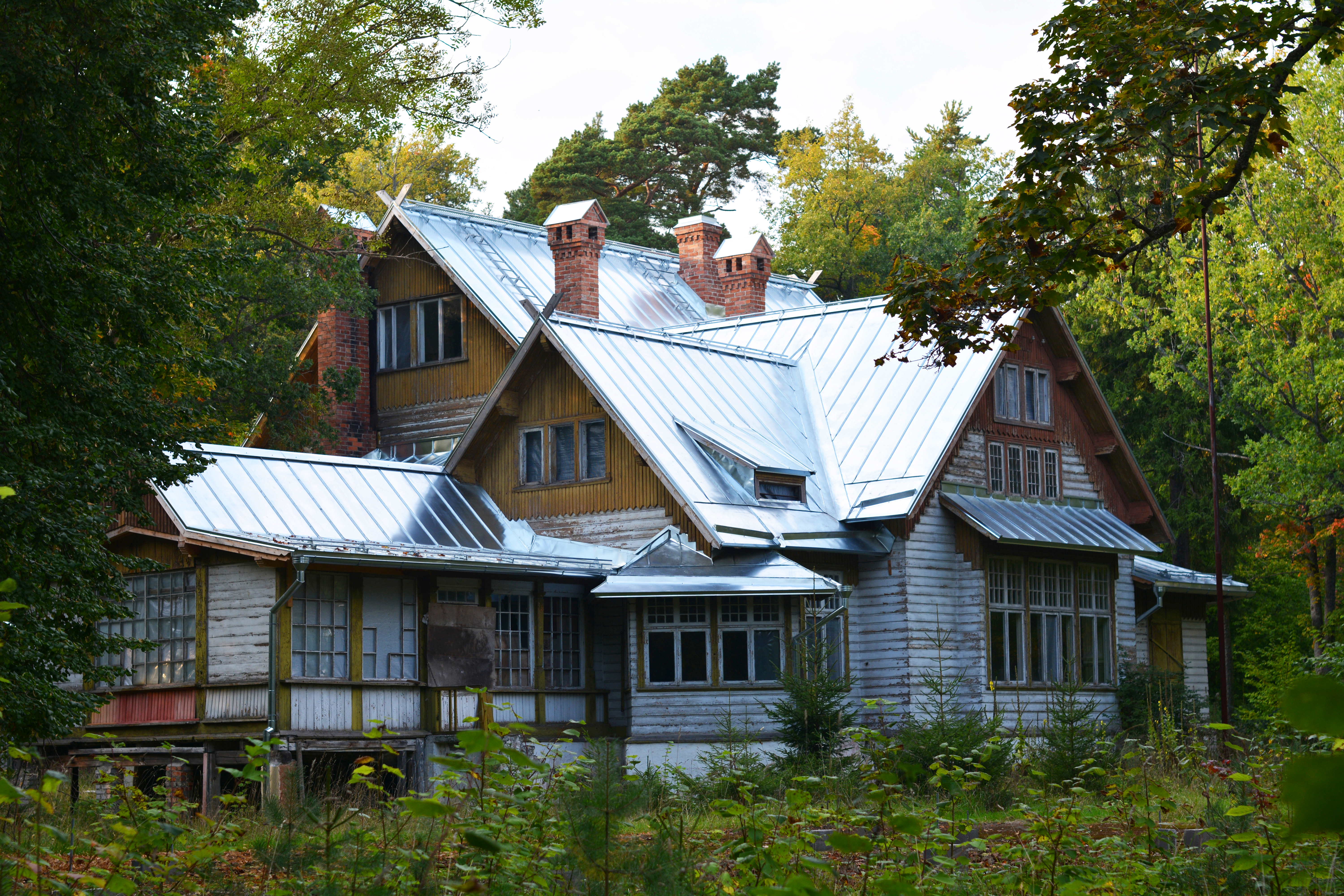
Дом 10, дача Эгона Коха (памятник культуры)
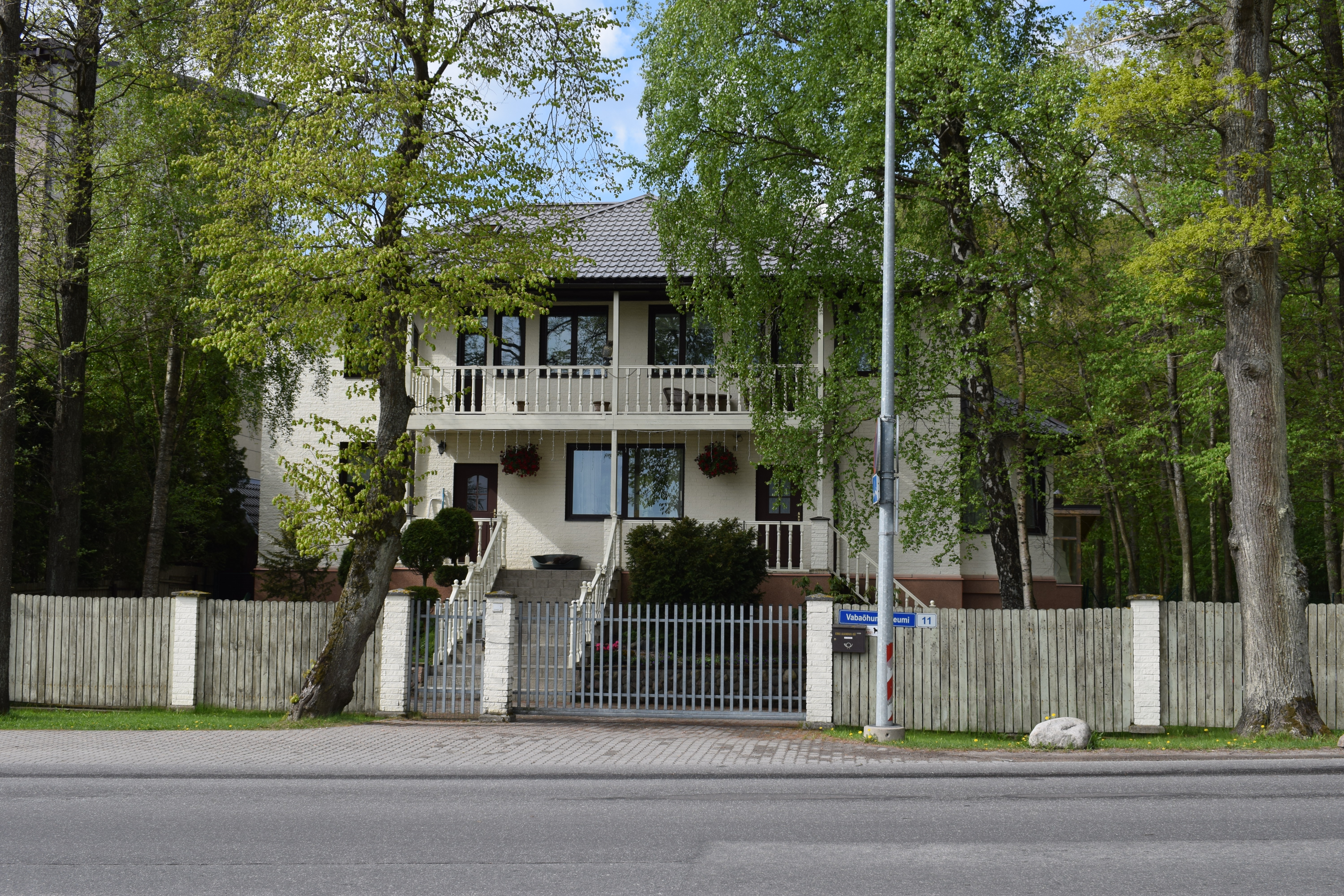
Дом 11
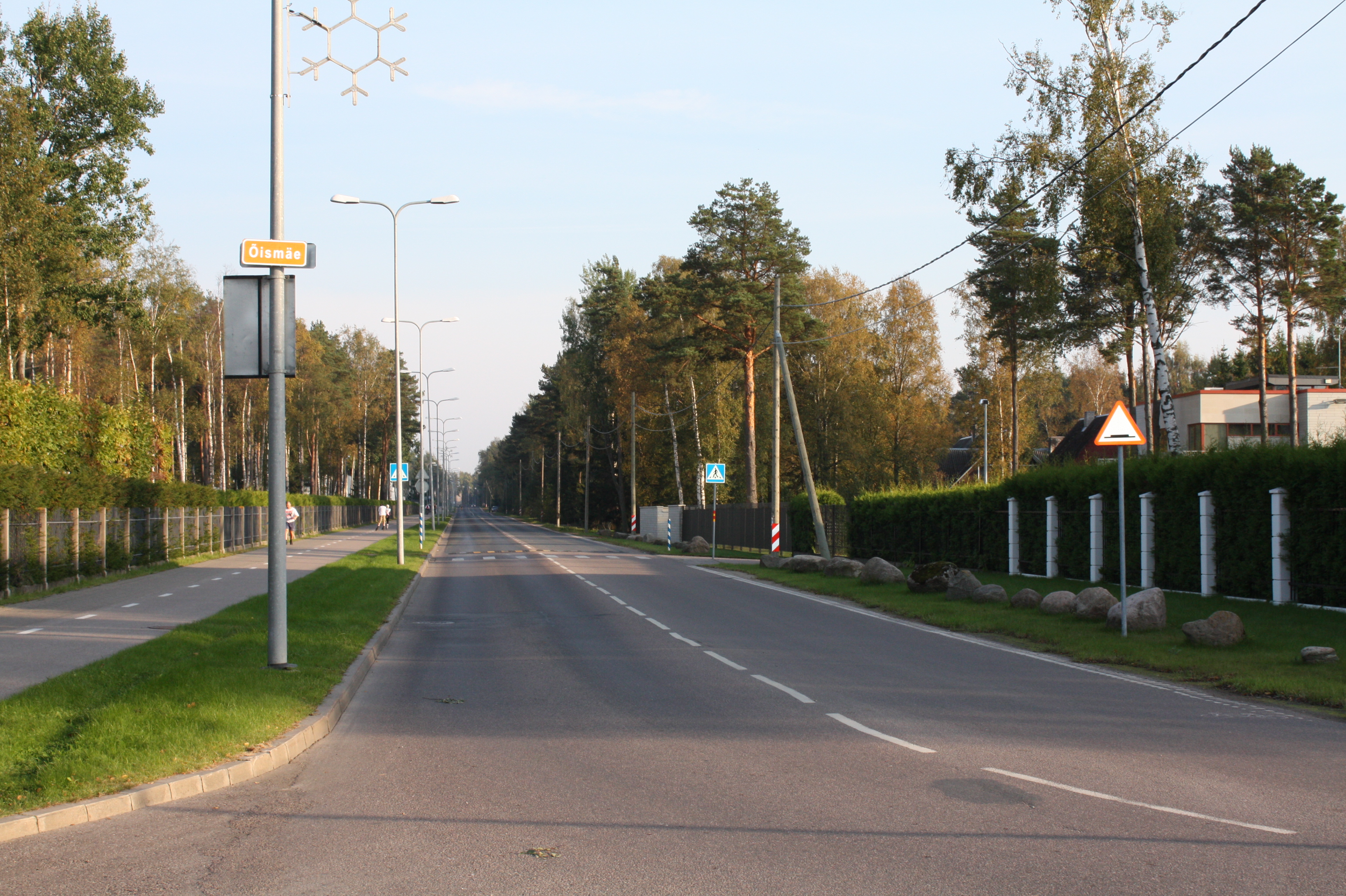
Улица на въезде в микрорайон Ыйсмяэ